# إجهاض غير آمن

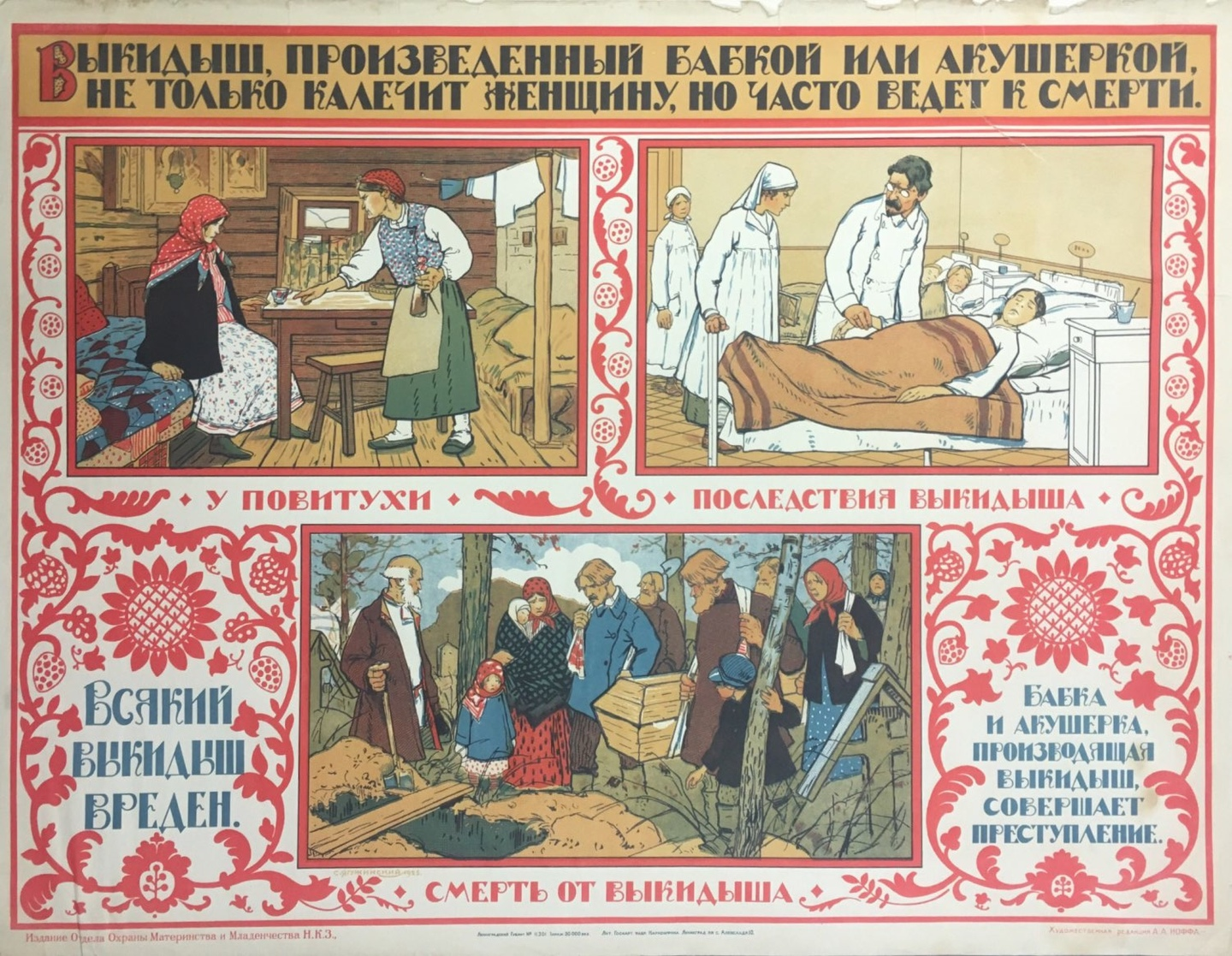
ملصق سوفييتي يعود تاريخه إلى عام 1925. ترجمة العنوان: "الإجهاض على يد قابلة أو شخص يمارس التوليد دون علمٍ لا يؤدي إلى تشويه المرأة فحسب، بل يؤدي أيضًا إلى الوفاة في كثير من الأحيان".

الإجهاض غير الآمن هو إنهاء الحمل على يد أشخاص يفتقرون إلى المهارات اللازمة، أو في بيئة تفتقر إلى المعايير الطبية الدنيا، أو كليهما. الإجهاض غير الآمن هو إجراءٌ يهدّد الحياة. ويشمل الإجهاض الذاتي أو الإجهاض في ظروفٍ غير صحية، وعمليات الإجهاض التي يجريها طبيب لا يقدم رعاية ما بعد الإجهاض تُجرى قرابة 25 مليون حالة إجهاض غير آمن سنويًا، معظمها في الدول النامية.
تؤدي عمليات الإجهاض غير الآمنة إلى مضاعفات تصيب حوالي 7 ملايين امرأة سنويًا. تُعدّ عمليات الإجهاض غير الآمنة من الأسباب الرئيسية لوفيات الأمهات (قرابة 5-13% من جميع الوفيات خلال هذه الفترة). تحدث معظم حالات الإجهاض غير الآمنة في الأماكن التي لا تتوفر فيها وسائل حديثة لتحديد النسل، أو في الدول النامية حيث لا يتوفر بسهولة الممارسون الطبيون ذوي الأسعار المعقولة والمدربين تدريباً جيداً، أو لا يوجد قانون إجهاض فعال، إذ كلما كان القانون أكثر تقييدًا، ارتفعت معدلات الوفاة والمضاعفات الأخرى.